# Định Hòa, Lai Vung
Định Hòa là một xã thuộc huyện Lai Vung, tỉnh Đồng Tháp, Việt Nam.

## Lịch sử
Trước năm 1984, địa bàn xã Định Hòa ngày nay thuộc xã Phong Hòa.
Ngày 5 tháng 1 năm 1981, Hội đồng Chính phủ ban hành Quyết định số 4-CP, đổi tên huyện Lấp Vò thành huyện Thạnh Hưng, xã Phong Hoà thuộc huyện Thạnh Hưng.
Ngày 6 tháng 3 năm 1984, Hội đồng Bộ trưởng ban hành Quyết định số 36-HĐBT, chia xã Phong Hoà thành 2 xã lấy tên là xã Phong Hoà và xã Định Hoà.
Ngày 27 tháng 06 năm 1989, Hội đồng bộ trưởng ban hành Quyết định số 77-HĐBT, xã Định Hòa thuộc huyện Lai Vung.